# Gregory Bateson
Gregory Bateson (9. května 1904, Grantchester u Cambridge – 4. července 1980, San Francisco) byl britský a posléze americký biolog, antropolog a ekolog, a ač se nepovažoval za filosofa a psychologa, vynikl i v těchto oborech; byl to univerzální myslitel, jenž ovlivnil mnoho vědeckých disciplín. Podílel se na vzniku vědecké kybernetiky a je znám také jako zakladatel rodinné psychoterapie.

## Život
Gregory Bateson byl nejmladší ze tří synů slavného genetika W. Batesona. Nejstarší syn padl ve válce a prostřední spáchal roku 1922 sebevraždu. Roku 1925 získal Gregory titul bakaláře biologie v Cambridge, kde pak studoval dále a přednášel (kromě roku 1928, kdy přednášel lingvistiku v Sydney). Roku 1936 se oženil se slavnou americkou antropoložkou Margaret Meadovou. Roku 1937 odešel do USA a usadil se v Palo Alto, kde se zabýval otázkami lidské komunikace, epistemologií a byl jedním z organizátorů Macy Conferences, kde tehdy vznikala kybernetika. Roku 1950 se rozvedl s M. Meadovou a oženil se podruhé a roku 1961 potřetí s mnohem mladší terapeutkou L. Cammack; z každého manželství měl jedno dítě.

## Myšlení
Jako antropolog byl Bateson nejvíce ovlivněn funkcionalismem Bronislawa Malinowského a Alfreda Radcliffe-Browna. Každá kultura představuje účelně uspořádaný a strukturovaný celek, jímž se lidé vyrovnávají se svým okolím. Stojí na určitých obecných principech, které Bateson rozděluje na étos (normativní principy, emoce) a eidos (poznávací principy, intelekt). Toto rozlišení je však funkční a nemá nic společného s dualismem přírody a kultury (nature or nurture), který Bateson striktně odmítá: člověk je spoluurčován jak svojí genetickou výbavou, tak také kulturou své společnosti.
Batesonův zájem o psychologii a terapii vycházel ze studia komunikace a rozumění, případně jejich nedostatků. Vytvořil také zajímavou teorii učení, jež rozlišuje pět úrovní učení, od prostého naučení jednoduché reakce až po rekonstrukci celé mentální mapy. V této souvislosti se zajímal také o vnímání tvarů i o „metakomunikační“ pozadí každé komunikace (kontext). Rozpor mezi obsahem sdělení a jeho pozadím umožňuje jevy jako je ironie nebo žert a podle Batesonovy teorie by mohl vysvětlovat i schizofrenii.
Při těchto zkoumáních si Bateson uvědomil nesmírnou složitost lidského poznávání, komunikace a jednání i živých organismů vůbec. Proto kritizoval
převládající pojetí vědy, jak bylo kdysi formulováno Descartem a dobře vyhovovalo pro studium daleko jednodušších systémů mechaniky. Živou skutečnost a tím spíše člověka a společnost však nelze rozbít na ty nejjednodušší prvky, zbavit všech tvarů, podob a obsahů, redukovat na měřitelné veličiny a hledat jen nutné příčinné vztahy mezi nimi. Takto vzniklé modely, anebo řečeno s A. Korzybskim „mapy“ skutečnosti dovolují s živými organismy různě manipulovat, nevystihují však jejich povahu. Pro lidské poznání, rozumění i komunikaci je podstatný smysl, který se v analytickém postupu moderních věd ztrácí. Proto Bateson kladl důraz na zkoumání kvalit, souvislostí a vztahů, jež nejlépe vystupují ve srovnávání.
Jeho mnohostranná činnost nevedla k zásadním novým objevům, ale významně ovlivnila moderní epistemologii, teorii systémů a ekologii. Ekologické krize vznikají z představ, které staví člověka proti přírodě a proti druhým, věří na neustále se rozšiřující hranice možností a na ekonomický determinismus. Bateson se proslavil také stručnými a provokativními definicemi, jež přešly i do běžného jazyka. Většina jeho děl není také psána akademickou formou, což mu vyneslo kritiku ze strany redukcionistické vědy a scientistů, přestože Bateson sám také kritizoval iracionalismus a esoteriku například amerického studentského hnutí.
| „ | Mapa není totéž co krajina a název není totéž co označovaná věc. | “ |

| „                 | Jazyk obvykle zdůrazňuje jen jednu stránku věci. Dvojí popis je lepší než jeden. | “ |
| — Ecology of Mind |                                                                                  |   |

| „ | Informace je ten rozdíl, na němž záleží (the difference that makes difference). | “ |

| „ | Moc korumpuje nejrychleji ty, kdo na ni věří, a ti o ni také nejvíc stojí. Náš demokratický systém má sklon dávat moc těm, kdo po ní nejvíc touží, a usnadňuje těm, kdo o ni nestojí, aby se jí vyhnuli. To není to nejlepší uspořádání, pokud moc nejvíc korumpuje ty, kdo na ni věří a chtějí ji. | “ |

| „                 | Živočich, který zvítězí v boji s prostředím, zničí sám sebe. | “ |
| — Ecology of Mind |                                                              |   |

## Dílo
- G. Bateson, Naven. (Studie o trojím pohledu na kulturu novoguinejského kmene 1936)
- G. Bateson – M. Mead, Balinese character. (Postavy z Bali. Fotografická analýza 1942)
- J. Ruesch - G. Bateson, Communication. The social matrix of psychiatry (1951)
- G. Bateson, Steps to an ecology of mind (Na cestě k ekologii mysli. Eseje o antropologii, psychiatrii, evoluci a epistemologii 1972)
- G. Bateson, Mind and nature (Mysl a příroda: nezbytná jednota. Pokroky v teorii systémů, komplexitě a humanitních vědách 1979)
- G. Bateson – M. C. Bateson, Angels fear. (Andělé se bojí. K epistemologii posvátného. Posmrtně 1988).

## Význam
Svými brilantními eseji měl Bateson velký vliv na vědu i celý intelektuální život, hlavně v 60. a 70. letech, a některé jeho okřídlené výroky přešly do obecného jazyka. Jeho vliv je zvláště patrný u některých filosofů (Gilles Deleuze, Felix Guattari) i společenských vědců (Paul Watzlawick). V českém prostředí není Bateson dosud příliš znám, avšak hluboce ovlivnil např. Zdeňka Neubauera, Stanislava Komárka a další.